# Dystrykt Kampala
Dystrykt Kampala – dystrykt w Ugandzie, który bierze swoją nazwę od miasta Kampali, stolicy kraju. Główny język używany w dystrykcie to język luganda, ale także mówi się w językach: angielskim, suahili, nyankole, chiga, aczoli i w soga.
Dystrykt Kampala leży na obszarze dawnego królestwa Buganda, w południowej Ugandzie. Graniczy od wschodu i północy z dystryktem Wakiso, i od zachodu z dystryktem Mukono, od południa z Jeziorem Wiktorii. Według spisu ludności z 2014 roku dystrykt obejmuje ponad 1,5 mln mieszkańców.